# Aku Räty
Aku Räty, född 5 juli 2001, är en finländsk professionell ishockeyforward som är kontrakterad till Arizona Coyotes i National Hockey League (NHL) och spelar för Tucson Roadrunners i American Hockey League (AHL).
Han har tidigare spelat för Oulun Kärpät och Ilves i Liiga.
Räty draftades av Arizona Coyotes i femte rundan i 2019 års draft som 151:a spelare totalt. Han gjorde sin NHL-debut i april 2024 mot Edmonton Oilers, och plockade sin första assist i samma match.
Han är bror till Aatu Räty.

## Statistik
| 2019–2020    | Oulun Kärpät       | Liiga        | 32  | 2  | 5  | 7  | 14 | —  | — | — | — | —  |
| 2020–2021    | Oulun Kärpät       | Liiga        | 36  | 4  | 3  | 7  | 6  | 4  | 0 | 0 | 0 | 0  |
| 2021–2022    | Oulun Kärpät       | Liiga        | 56  | 11 | 11 | 22 | 34 | 7  | 1 | 1 | 2 | 4  |
| 2022–2023    | Oulun Kärpät       | Liiga        | 53  | 18 | 24 | 42 | 10 | 10 | 1 | 0 | 1 | 6  |
| 2023–2024    | Arizona Coyotes    | NHL          | 1   | 0  | 1  | 1  | 0  | —  | — | — | — | —  |
|              | Tucson Roadrunners | AHL          | 54  | 14 | 29 | 43 | 22 | —  | — | — | — | —  |
| NHL totalt   | NHL totalt         | NHL totalt   | 1   | 0  | 1  | 1  | 0  | —  | — | — | — | —  |
| Liiga totalt | Liiga totalt       | Liiga totalt | 177 | 35 | 43 | 78 | 64 | 21 | 2 | 1 | 3 | 10 |

### Internationellt
| Källa: Uppdaterad: 2024-04-18 | Källa: Uppdaterad: 2024-04-18 | Källa: Uppdaterad: 2024-04-18 |         | Utv = Utvisningsminuter | Utv = Utvisningsminuter | Utv = Utvisningsminuter | Utv = Utvisningsminuter | Utv = Utvisningsminuter |
| År                            | Lag                           | Mästerskap                    | Matcher | Mål                     | Assists                 | Poäng                   | Utv                     |                         |
| ----------------------------- | ----------------------------- | ----------------------------- | ------- | ----------------------- | ----------------------- | ----------------------- | ----------------------- | ----------------------- |
| 2018                          | Finland                       | Hlinka Gretzky                | 3       | 2                       | 1                       | 3                       | 0                       |                         |
| 2019                          | Finland                       | U18-VM                        | 5       | 2                       | 0                       | 2                       | 0                       |                         |
| 2020                          | Finland                       | JVM                           | 7       | 2                       | 1                       | 3                       | 2                       |                         |
| 2021                          | Finland                       | JVM                           | 7       | 2                       | 1                       | 3                       | 8                       |                         |
| Junior totalt                 | Junior totalt                 | Junior totalt                 | 22      | 8                       | 3                       | 11                      | 10                      |                         |